# 10010 Rudruna
10010 Rudruna eller 1978 PW3 är en asteroid i huvudbältet som upptäcktes den 9 augusti 1978 av det rysk-sovjetiska astronomparet Nikolaj och Ljudmila Tjernych vid Krims astrofysiska observatorium på Krim. Den har fått sitt namn efter ett universitet i Moskva.
Den tillhör asteroidgruppen Vesta.